# 16274 Pavlica
16274 Pavlica (2000 JX56) là một tiểu hành tinh vành đai chính được phát hiện ngày 6 tháng 5 năm 2000 bởi nhóm nghiên cứu tiểu hành tinh gần Trái Đất phòng thí nghiệm Lincoln ở Socorro.